# Jim Ottaviani
Pour les articles homonymes, voir Ottaviani.
 (octobre 2018).
Jim Ottaviani est un auteur de bande dessinée américain. Il a écrit plusieurs bandes dessinées sur l'histoire des sciences. Son œuvre la plus connue, Two-Fisted Science: Stories About Scientists, présente les biographies de Galilée, Isaac Newton et Niels Bohr en guise d'histoire, ainsi que plusieurs récits sur le physicien Richard Feynman. Jim Ottaviani est également bibliothécaire et a aussi travaillé comme ingénieur nucléaire.

## Biographie

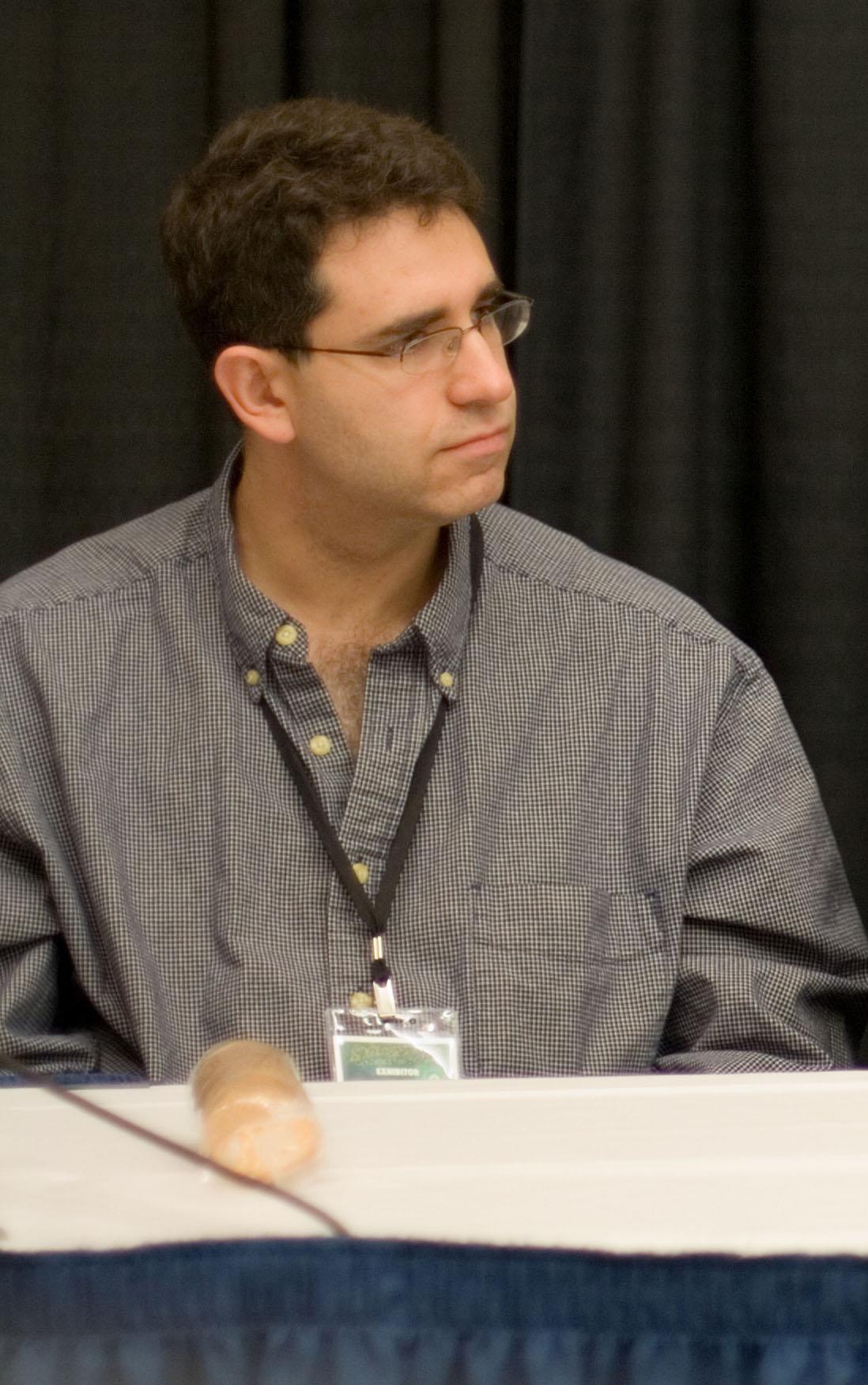
Jim Ottaviani et Steve Lieber (ici sur la photo) ont écrit et illustré la rencontre entre les physiciens Niels Bohr et Werner Heisenberg, ce qui donnera lieu à la bande dessinée la plus connue d'Ottaviani Two-Fisted Science: Stories About Scientists.

Jim Ottaviani a une formation en science et obtient un B.S. à l'université de l'Illinois à Urbana-Champaign en 1986, suivie d'une maîtrise en nucléaire à l'université du Michigan en 1987. Il a travaillé plusieurs années dans le réaménagement de centrales nucléaire. Intrigué par le volet de recherche de son travail, Jim Ottaviani a commencé à prendre des cours de sciences à la bibliothèque de l'université Drexel et, en 1990, il s'inscrit dans le programme des sciences de l'information et des bibliothèques de l'université du Michigan. En 1992, il obtient son M.S. d'information des bibliothèques du Michigan et met fin à ses études. Plus tard, il passe plusieurs années à travailler comme bibliothécaire dans une bibliothèque de renom : la Michigan's Media Union Library. Ottaviani travaille maintenant à la Bibliothèque de l'université du Michigan en tant que coordinateur du Deep Blue, le dépôt institutionnel de l'université,.
Ottaviani est intéressé par l'écriture de bandes dessinées de science-connexes et est inspiré par le livre de Richard Rhodes, The Making of the Atomic Bomb. En discutant du livre avec le dessinateur de bandes dessinées Steve Lieber, les deux hommes ont décidé d'écrire et d'illustrer la fameuse rencontre entre les physiciens Niels Bohr et Werner Heisenberg au cours de la Seconde Guerre mondiale. Le projet inclura également d'autres récits sur l'histoire de la science pour enfin aboutir au roman graphique Two-Fisted Science, qui comprend des histoires écrites par Jim Ottaviani et illustré par une variété d'artistes. En 1997, il reçoit un prix de la fondation Xeric qui aide les auteurs de comics qui se lancent dans l'auto-édition.
Depuis la publication de Two-Fisted Science, Jim Ottaviani est passé à écrire plusieurs autres bandes dessinées sur les scientifiques, comme Dignifying Science (sur les femmes scientifiques), Fallout (sur la création de la bombe atomique), Suspended in Language (sur le physicien Niels Bohr) et Bone Sharps, Cowboys, and Thunder Lizards (sur la paléontologie du XIXe siècle). Ces travaux ont tous été auto-édité par la société d'Ottaviani : GT Labs. Le nom de l'entreprise est un hommage au General Techtronics Labs, la société fictive où le personnage de bande dessinée Peter Parker se fait mordre par l'araignée radioactive qui l'a conduit à devenir Spider-Man.
Deux des œuvres les plus récentes de Jim Ottaviani Levitation et Wire Mothers (publiées en juillet 2007) sont le début d'une série prévue sur le thème de « la science du non-scientifique ». Levitation relève les aspects physiques et psychologiques de la prestidigitation. Wire Mothers est l'histoire du psychologue Harry Harlow, travaillant, dans les années 1950, sur l'importance de l'amour et de l'affection entre les primates, en contradiction avec les théories alors en vigueur, avancés par les Béhavioristes et leur école des pensées,.
En plus de son travail d'auto-publication, Jim Ottaviani a travaillé sur deux petites bandes dessinées sur les orangs-outans, dont un qui a été publié par la Fondation internationale des orangs-outans. Ottaviani prépare également la parution de deux bandes dessinées publiées par First Second Books. L'un parle du physicien Richard Feynman et l'autre de trois primatologues : Jane Goodall, Dian Fossey et Biruté Galdikas,.

## Publications
- Safecracker, (artiste : Bernie Mireault) General Tektronics Labs, 1997, extrait de Two-Fisted Science.
- Two-Fisted Science: Stories About Scientists, (artistes variés) General Tektronics Labs, 1997.  (ISBN 978-0-9660106-0-2). 
  - Seconde édition, G. T. Labs, 2001.  (ISBN 978-0-9660106-2-6).
- Wild person in the woods, (artiste : Anne Timmons) Fondation internationale des orangs-outans, 1998.
- « Talking » orangutans in Borneo (de Nancy Briggs et Jim Ottaviani / illustré par Anne Timmons), Fondation Internationale des Orangs-outans, 2000.
- Fallout: J. Robert Oppenheimer, Leo Szilard, and the political science of the atomic bomb, (artistes variés) G. T. Labs, 2001.  (ISBN 978-0-9660106-3-3).
- Dignifying science: stories about women scientists, (artistes variés) Seconde édition, G. T. Labs, 2003.  (ISBN 978-0-9660106-4-0).
- Quantum entanglement, spooky action at a distance, teleportation, and you : a.k.a the official G.T. Labs guide to teleportation via quantum entanglement and spooky action at a distance (including a brief but helpful section on why, perhaps, you should not try this at home), (artiste : Roger Langridge) G. T. Labs, 2003.
- Suspended In Language: Niels Bohr's Life, Discoveries, And The Century He Shaped, (artiste : Leland Purvis) G.T. Labs, 2004.  (ISBN 978-0-9660106-5-7).
- Bone Sharps, Cowboys, and Thunder Lizards: A Tale of Edward Drinker Cope, Othniel Charles Marsh, and the Gilded Age of Paleontology (artiste : Big Time Attic), G. T. Labs, 2005.  (ISBN 978-0-9660106-6-4).
- Levitation: Physics and Psychology in the Service of Deception (artiste : Janine Johnston), G.T. Labs, 2007.  (ISBN 978-0-9788037-0-4)
- Wire Mothers: Harry Harlow and the Science of Love (artiste : Dylan Meconis), G.T. Labs, 2007.  (ISBN 978-0-9788037-1-1)
- T-Minus: The Race to the Moon (artistes : Zander Cannon & Kevin Cannon), Aladdin, 2009.  (ISBN 978-1-4169-4960-2)
- Feynman (artiste: Leland Myrick), Vuibert, 2012  (ISBN 978-2-311-00960-6)
- Hawking (artiste: Leland Myrick), Vuibert, 2019  (ISBN 978-2-311-10276-5)

## Prix
- 1997 : prix de la Fondation Xeric
- Le roman graphique de Jim Ottaviani Fallout: J. Robert Oppenheimer, Leo Szilard, and the political science of the atomic bomb, publié en 2001, a été nommé en 2002 pour les prix Ignatz en tant que « Meilleur roman graphique de circulation ou de collection ». « Dignifying science: stories about women scientists » a été nommé pour les prix Eisner de 1999 et pour le Lulu Prix de 2000. En 2004, Quantum entanglement, spooky action at a distance, teleportation, and you, publié en 2003, a été nommé pour un prix Ignatz en tant que « Meilleur Minicomic ». Jim Ottaviani a également été récompensé en 1997 par la Xériques Fondation pour Two-Fisted Science: Stories About Scientists.